# Illumination (musikalbum)
Illumination är det norska gothic metal-bandet Tristanias femte studioalbum, utgivet 2007 av skivbolaget  Steamhammer. Albumet är det sista med Vibeke Stene, Rune Østerhus, Svein Terje Solvang och Kenneth Olsson. Och dessutom det sista med Østen Bergøy som officiell medlem i bandet.

## Låtförteckning
1. "Mercyside" – 4:39
2. "Sanguine Sky" – 3:50
3. "Open Ground" – 4:40
4. "The Ravens" – 5:06
5. "Destination Departure" – 4:34
6. "Down" – 4:32
7. "Fate" – 4:59
8. "Lotus" – 5:08
9. "Sacrilege" – 4:15
10. "Deadlands" – 6:39

- Text: 	Østen Bergøy (spår 1, 3, 4, 6–8, 10), Kjartan Hermansen (spår 1, 3, 5)
- Musik: Anders Hidle / Einar Moen / Waldemar Sorychta (spår 1), Anders Hidle / Einar Moen (spår 2–10)

## Medverkande
Musiker (Tristania-medlemmar)
- Anders Høyvik Hidle – gitarr
- Østen Bergøy – sång
- Kenneth Olsson – trummor
- Einar Moen – keyboard, programmering, sång
- Vibeke Stene – sång
- Rune Østerhus – basgitarr
- Svein Terje Solvang – gitarr

Bidragande musiker
- Vorph (Michel Locher) – sång (spår 1)
- Petra Stalz – violin
- Heike Haushalter – violin
- Monika Malek – viola
- Gesa Hangen – cello

Produktion
- Waldemar Sorychta – producent, ljudtekniker, ljudmix
- Siggi Bemm – ljudtekniker
- Dennis Koehne – ljudtekniker
- Christian Ruud – omslagsdesign, foto
- Ralf Strathmann – foto